# Traill
Traill es una localidad argentina ubicada en el departamento San Martín de la provincia de Santa Fe. Se encuentra sobre la Ruta provincial 80, 13 km al este de San Jorge.
La zona rural circundate evacúa los excedentes hídricos a través de la cañada del Chirú. La villa era la única del departamento que no contaba con acceso asfaltado, solicitando su comunidad que se pavimentara la ruta que une Gálvez con Las Petacas.

## Población
Cuenta con 190 habitantes (Indec, 2010), lo que representa un descenso frente a los 196 habitantes (Indec, 2001) del censo anterior.
| Gráfica de evolución demográfica de Traill entre 1991 y 2010 |
|                                                              |
| Fuente: Censos nacionales del INDEC                          |